# Stella pre-degenere
Una stella pre-degenere, nota anche come stella PG 1159 dalla stella prototipo, è una stella con un'atmosfera quasi priva di idrogeno in una fase di transizione fra una stella centrale di una nebulosa planetaria ed una calda nana bianca. Queste stelle sono molto calde, con una temperatura superficiale compresa fra i 75.000 K e 200.000 K e sono caratterizzate da un'atmosfera con poco idrogeno e linee di assorbimento dell'elio, del carbonio e dell'ossigeno; la loro gravità superficiale è tipicamente compresa fra 104 e 106 m/s². Alcune stelle di questa classe sono ancora nella fase di fusione dell'elio.. Queste stelle sono anche chiamate PG 1159 dal nome della stella prototipo, PG 1159-035; questa stella, scoperta dal monitoraggio Palomar-Green degli oggetti con eccesso di radiazione ultravioletta è la prima stella di questa classe ad essere scoperta.
Si crede che la composizione atmosferica delle stelle pre-degeneri sia esotica poiché, dopo aver lasciato il ramo asintotico delle giganti, hanno ripreso a fondere l'elio; come risultato, l'atmosfera di una stella di questa classe è una mistura di materia che si trovava fra l'involucro di idrogeno in fusione e dell'elio in fusione della stella gigante progenitrice. Si crede che possano perdere massa, raffreddarsi e diventare delle nane bianche di tipo DO.
Alcune di queste stelle possiedono una luminosità variabile; l'ampiezza delle escursioni varia leggermente (5–10%) a causa delle loro pulsazioni di onde di gravità non radiali. Il periodo tipico è tra 300 e 3000 secondi. La prima stella conosciuta di questo tipo di variabile è la stessa PG 1159-035, che fu scoperta variare nel 1979, e le fu poi assegnata, nel 1985, la sigla di variabile "GW Vir". Queste stelle sono chiamate anche variabili GW Vir e possono essere considerate parte delle stelle DOV e PNNV., § 1.1;